# Шаочилун
Шаочилун (лат. Shaochilong) — род тероподных динозавров из семейства кархародонтозаврид (Carcharodontosauridae), живших в меловом периоде (туронский век) на территории современного Китая.
Род выделен в 2009 году группой учёных: S. L. Brusatte, R. B. J. Benson, D. J. Chure, X. Xu, C. Sullivan и D. W. E. Hone. Родовое название в переводе с китайского языка означает «акулозубый дракон» (Shāyú (шао) — акула, Yáchǐ (чи) — зуб и Lóng (лун) — дракон).
Голотип IVPP V.2885, состоящий из неполного черепа, был найден в местности Maortu, которая находится в слоях, относящихся к турону в формации Ulansuhai на территории автономного региона Внутренняя Монголия. Были обнаружены: верхняя челюсть, лобная кость, заглазничная кость, теменная кость, чешуйчатая, квадратноскуловая и квадратная кости. Вероятно, особь в момент смерти была взрослой. Его длина, по оценкам, от 5 до 6 метров. Приблизительная длина бедренной кости — 61,5 см. Это позволяет предположить, что животное весило примерно 500 килограммов. В 1964 году шаочилун был исследован палеонтологом Hu, который назвал новый вид Chilantaisaurus maortuensis. В 2009 году таксон был рекомбинирован в Shaochilong maortuensis.
Новый род был помещён в семейство Carcharodontosauridae надсемейства Allosauroidea.